# Julio Baghy
Julio Baghy (n. 13 ianuarie 1891, Seghedin, Ungaria – d. 18 martie 1967, Budapesta, Ungaria; în maghiară Baghy Gyula) a fost un actor maghiar și unul dintre autorii de seamă ai mișcării esperanto. Este autorul mai multor romane celebre, dar mai ales prin intermediul poeziei și-a dovedit stăpânirea la perfecție a limbii esperanto și pentru poezia sa Baghy este cel mai cunoscut. 

## Tinerețe
Baghy s-a născut într-o familie de oameni de teatru — tatăl său a fost actor, iar mama sa a fost sufleor la teatru. Baghy a început să învețe esperanto în 1911. A început să lucreze ca actor și a ajuns director de teatru, dar din cauza Primului Război Mondial a fost îndepărtat din țara sa natală timp de șase ani. 
A fost prins și făcut prizonier de război în Siberia. În această perioadă a început să lucreze pentru mișcarea esperanto, scriind poezie și predând limba colegilor săi deținuți. 

## Opere literare

### Cărți
Baghy a scris două cărți pe tema captivității sale în Siberia: Viktimoj (Victimele, 1925) și Sur Sanga Tero (On Bloody Soil, 1933), republicate împreună ca un singur volum în 1971. Romanul său satiric Hura! (Ura!, 1930) a avut mai puțin succes. Continuarea acestuia, Insulo de Espero (Insula Speranței), s-a pierdut în timpul războiului. 
Cel mai cunoscut roman al său, Printempo en Aŭtuno (Primăvara în toamnă), a fost scris în 1931. 

### Poezie
Pentru poezia sa, Baghy este cel mai cunoscut. Primele sale poezii au fost scrise în perioada de captivitate în Siberia. Poeții anteriori care au scris în această limbă, cum ar fi Ludovic Lazar Zamenhof, au fost limitați deoarece limba era încă tânără și în dezvoltare. Astfel, în afară de Antoni Grabowski, niciun al poet nu a reușit înaintea lui să-și lase amprenta asupra acestei limbi. 
Cele mai semnificative culegeri de poezii ale lui Baghy au fost primele sale volume: Preter la Vivo (Dincolo de viață, apărută în 1922), Pilgrimo (Pelerin, din 1926) și Vagabondo Kantas (Cântecele vagabondului, din 1933). 
În 1966, el a scris Cielarko (Curcubeu), prin care a repovestit în versuri povești populare ale douăsprezece popoare diferite. Ultima sa colecție de poezii, Aŭtunaj folioj (Frunze de toamnă,) a fost publicată postum în 1970. 

## Mișcarea esperanto
Revenind în Ungaria după război, a devenit unul dintre principalii profesori ai mișcării esperanto, organizând grupuri de știri și seri literare. Pe lângă activitatea în Ungaria natală, a organizat cursuri în țări precum Estonia, Letonia, Olanda și Franța. 
A fost unul dintre principalii scriitori ai revistei literare Literatura Mondo până în 1933. 
Lucrările sale reflectă un slogan al său: Amo kreas pacon, Paco konservas homecon, Homeco estas plej alta idealismo. (Iubirea creează pace, Pacea păstrează umanitatea, Umanitatea este idealul cel mai înalt.) 
Mai multe dintre lucrările sale au primit premii din partea Academiei de Esperanto (Akademio de Esperanto) și o parte dintre romanele sale au fost traduse în mai multe limbi. 